# Зындон
Зындо́н — в древних осетинских мифах закрытый загробный мир — ад, ключ от которого находится у Барастыра — владыки загробного царства.

## Мифология
Согласно осетинской мифологии Зындон располагался в самом дальнем месте подземного мира, которое называлось Страной мёртвых. В Зындоне грешники по указанию Барастыра подвергаются наказанию (идея воздаяния за земные грехи) по степени совершённых ими прижизненных проступков (сдирание кожи с головы, выдёргивание ногтей на руках и ногах, ослепление и т. п.).
В Зындоне было Зындоны Цад (Озеро Зындона), куда однажды попала Сата́на. Из этого озера Сатану высвободил её брат Сослан.